# 伯羅歐雅魚
伯羅歐雅魚（學名：Squalius peloponensis）為輻鰭魚綱鯉形目雅羅魚科的其中一種，分布於歐洲希臘伯羅奔尼撒半島淡水流域，體長可達30公分，棲息在河流、間歇性河流和淡水湖泊，受到棲息地喪失的威脅，生活習性不明。